# Oupyrrhidium
Oupyrrhidium is een kevergeslacht uit de familie van de boktorren (Cerambycidae). De wetenschappelijke naam van het geslacht werd voor het eerst geldig gepubliceerd in 1900 door Pic.

## Soorten
Oupyrrhidium omvat de volgende soorten:
- Oupyrrhidium chinense Li, 1992
- Oupyrrhidium cinnaberinum (Blessig, 1872)